# Seznam slovenských spisovatelů
Seznam slovenských spisovatelů obsahuje přehled některých významných spisovatelů, narozených nebo převážně publikujících na Slovensku.

## A
- Ján Ambrozi (1741–1796)

## B
- Jana Beňová (* 1974)
- Radovan Brenkus (* 1974)
- Ivan Bukovčan (1921–1975)
- Blažej Bulla (1852–1919)

## C
- Izák Caban (1632–1707)
- František Cecko-Kubernát (1921–2011)

## Č
- Ján Čajak (1863–1944)
- Elena Čepčeková (1922–1992)
- Marína Čeretková-Gállová (1931–2017)
- Karol Ľudovít Černo (1820–1894)
- Ďuro Červenák (* 1974)

## D
- Vasiľ Dacej (* 1936)
- Dominik Dán (* 1955)
- Pavol Dobšinský (1828–1885)
- Mikuláš Dohnány (1824–1852)
- Ján Domasta (1909–1989)
- Jozef Dunajovec (1933–2007)
- Dušan Dušek (* 1946)

## Ď
- Mária Ďuríčková (1919–2004)

## F
- Sebastián Fabricius (1625–1681)
- Juraj Fándly (1750–1811)
- Etela Farkašová (* 1943)
- Ján Fekete (* 1945)
- Andrej Ferko (* 1955)
- Milan Ferko (1929–2010)
- Vladimír Ferko (* 1925)
- Boris Filan (* 1949)
- Kornel Földvári (1932–2015)

## G
- Cyril Gallay (1857–1913)
- Gorazd (konec 9. století)
- Peter Glocko (* 1946)
- Hana Gregorová (1885–1958)
- Ctibor Greguš (1923–2015)
- Marián Grupač (* 1973)

## H
- Michal Habaj (* 1974)
- Viera Handzová (1931–1997)
- Július Handžárik (* 1930)
- František Hečko (1905–1960)
- Ján Herkeľ (1786–1853)
- Michal Miloslav Hodža (1811–1870)
- Peter Holka (* 1950)
- Ján Hrušovský (1892–1975)
- Samuel Hruškovič (1694–1748)
- Pavel Hrúz (1941–2008)
- Ivan Hudec (1947–2022)
- Jozef Miloslav Hurban (1817–1888)
- Pavol Országh Hviezdoslav (1849–1921)
- Michal Hvorecký (* 1976)
- Anton Hykisch (* 1932)

## Ch
- Ján Chalupka (1791–1871)
- Samo Chalupka (1812–1883)
- Andrej Chudoba (1927–2014)

## J
- Pavol Janík (* 1956)
- Tomáš Janovic (* 1937)
- Peter Jaroš (* 1940)
- Klára Jarunková (1922–2005)
- Zora Jesenská (1909–1972)
- Janko Jesenský (1874–1945)
- Peter Jilemnický (1901–1949)
- Ján Johanides (* 1934)
- Ján Jonáš (1919–1977)

## K
- Ján Kalinčiak (1822–1871)
- Joachim Kalinka (1601–1678)
- Daniela Kapitáňová (* 1956)
- Belo Kapolka (1935–1998)
- Zuzana Karasová (* 1954)
- Jozef Karika (* 1978)
- Martin Kasarda (* 1968), postmoderna, básník
- Štefan Kasarda (1935–2006)
- Táňa Keleová-Vasilková (* 1964)
- Peter Kellner-Hostinský (1823–1873)
- Ján Klempa (1839–1894)
- Viliam Klimáček (* 1958)
- Tibor Kočík (* 1952)
- Mikuláš Kočan (* 1946)
- Adam František Kollár (1718–1783)
- Jan Kollár (1793–1852)
- Konstantin (826/827–869)
- Márius Kopcsay (* 1968)
- Peter Kováčik (* 1936)
- Ivan Krasko (1876–1958)
- Blažej Krasnovský (1951–1999)
- Anton Kret (1930–2019), spisovatel, dramaturg
- Daniel Krman (1663–1740)
- Adriana Krúpová (* 1962)
- Ľudovít Kubáni (1830–1869)
- Martin Kukučín (1860–1928)
- Juraj Kuniak (* 1955)
- Karol Kuzmány (1806–1866)
- Pavel Kyrmezer (kolem 1550–1589), spisovatel, dramatik, kněz slovenského původu

## L
- Elena Lacková (1921–2003)
- Eliáš Ladiver (1633–1686)
- Juraj Láni (1646–1701)
- Eliáš Lányi (1570–1618), básník
- Milan Lasica (* 1940)
- Martin Lauček (1732–1802)
- Štefan Leška (1757–1818)
- Ján Lenčo (* 1933)
- Daniel Gabriel Lichard (1812–1882)

## M
- Ján Baltazár Magin (1681–1735)
- Natália de Lemény Makedonová (1950–1998)
- Dušan Makovický (1866–1921)
- Anton Marec (1953–2021)
- Albert Marenčin (1922–2019)
- Alfred Marnau (1918–1999)
- Tobiáš Masník (1640–1697)
- Maxim E. Matkin (publikuje od 2003), umělecký pseudonym, žena
- Maurus (?–1070)
- Pavel Michalko (1752–1825)
- Dušan Mitana (* 1946)
- Ladislav Mňačko (1919–1994)
- Jur Tesák Mošovský (1545–1617)

## N
- Petra Nagyová-Džerengová (* 1972)
- Svatý Naum (okolo 830–910)
- Martin Novák (1620–1686)
- Laco Novomeský (1904–1976), básník, publicista a politik

## O
- Kliment Ochridský (konec 9. století)
- Štefan Oľha (1936–2009)
- Igor Otčenáš (* 1956)
- Vladimír Oravský (* 1947)

## P
- Ján Palárik (1822–1870)
- Juraj Palkovič (1769–1850)
- Alexandra Pavelková (* 1966), sci-fi a fantasy
- Štefan Pilárik (1615–1693)
- Peter Pišťanek (* 1960)
- Ondrej Plachý (1755–1810)
- Ľudmila Podjavorinská (1842–1951)
- Hana Ponická (1922–2007)
- Peter Puskás (* 1923)
- Jozef Puškáš (* 1951)

## R
- Lýdia Ragačová (* 1947)
- Anton Rákay (1925–2013)
- Stanislav Rakús (* 1940)
- Jozef Repko (1940–2014)
- Peter Révai (1568–1622)
- Ján Rezik (?–1711)
- Ján Francisci-Rimavský (1822–1905)
- Radoslav Rochallyi (* 1980)
- Gabriela Rothmayerová (* 1951)
- Kristína Royová (1860–1936), náboženská spisovatelka
- Igor Rusnák (* 1936)

## S
- Ján Sambucus (1531–1581)
- Štefan Sandtner (1916–2006)
- Július Satinský(1941–2002)
- Ján Seberini (1780–1857)
- Ladislav Szalay (* 1929)
- Martin Sentiváni (1633–1705)
- Peter Sever (1924–2004)
- Rudolf Schuster (* 1934)
- Ján Simonides (1648–1708)
- Daniel Sinapius-Horčička (1640–1688)
- Rudolf Sloboda (1938–1995)
- Dušan Slobodník (1927–2001)
- Martina Solčanská (* 1981)
- Ján Solovič (1934–2022)
- Daniel Speer (1636–1707)
- Anton Srholec (1929–2016)

## Š
- Pavel Josef Šafařík (1795–1861)
- Peter Ševčovič (1935–2006)
- Vincent Šikula (1936–2001)
- Martin M. Šimečka (* 1957)
- Milan Šimečka (1930–1990), filosof a literární kritik
- Ján Šimulčík (* 1970)
- Albert Škarvan (1869–1926)
- Elena Maróthy-Šoltésová (1855–1939)
- Jarmila Štítnická (1924–1980)
- Ľudovít Štúr (1815–1856)

## T
- Jozef Gregor-Tajovský (1874–1940)
- Nataša Tanská (1929–2014)
- Dušan Taragel (* 1961)
- Dominik Tatarka (1913–1989), romanopisec, od r. 1969 v disentu
- Božena Slančíková-Timrava (1867–1951)
- Benjamín Tinák (1930–2008)
- Samo Tomášik (1813–1887)
- Jozef Tomko (* 1924)
- Viliam Pauliny-Tóth (1826–1877)
- Valerián Trabalka (* 1942)
- Viola Truchlíková (1921–1973)
- Jiří Třanovský (též Tranoscius, 1592–1637), autor hymnografických skladeb
- Juraj Tušiak (* 1935)
- Ján z Turca (1435–1488/1490)
- Ján Tužinský (* 1951)

## Ť
- Ladislav Ťažký (1924–2011)

## U
- Eva Urbaníková (*1976)

## V
- Svetozár Hurban-Vajanský (1847–1916)
- Terézia Vansová (1857–1942)
- Gejza Vámoš (1901–1956)
- Alta Vášová (* 1939)
- Pavel Vilikovský (1941–2020)
- Martin Vlado (* 1959)
- Jaroslav Vlček (1860–1930), literární historik a kritik
- Ján Vyskydenský (1761–1834)

## W
- Alfréd Wetzler (1918–1988)

## Z
- Jonáš Záborský (1812–1876)
- Osvald Zahradník (1932–2017)
- Vojtěch Zamarovský (1919–2006), historik a spisovatel literatury faktu
- Gustáv Kazimír Zechenter-Laskomerský (1824–1908)
- Ľudo Zelienka (1917–1977)
- Milan Zelinka (* 1942)
- Hana Zelinová (1914–2004)
- Zuzka Zguriška (1900–1984)
- Milka Zimková (* 1951)

## Ž
- Andrej Žarnov (1903–1982)
- Štefan Žáry (1918–2007)
- Jozef Žarnay (* 1944)